# Felina
Felina – imię żeńskie; żeński odpowiednik imienia Felin, którego patronem jest św. Felin, towarzysz św. Gratyniana i razem z nim patron Arony. 
Felina imieniny obchodzi 1 czerwca. 
Postaci fikcyjne o imieniu Felina:
- Felina – postać z serialu Team Galaxy – kosmiczne przygody galaktycznej drużyny
- Prof. Felina Ivy – postać z filmu Pokémon 2: Uwierz w swoją siłę

Felina w sztuce:
- Tańcząca Felina – utwór z albumu Po prostu Osjana